# 関根プロ
関根プロ（せきねプロ）は、映画監督関根和美主催の独立映画プロダクション。
主に成人男女の恋愛をテーマとした社会派的作品を製作している。

## 主な製作作品
関根和美
製作
- 1987.05.- 変態暴行 禁断のテクニック
- 1987.08.- やさぐれ制服
- 1987.10.- 誘拐いたぶる
- 1987.11.14 半熟処女 肉体のめぜめ
- 1988.01.- 痴漢いんらん電車
- 1988.03.31 若妻不倫してみたい
- 1988.05.21 生撮りフォーカス
- 1988.09.- 人妻いんらん同窓会
- 1996.02.17 発情夜這い未亡人
- 1996.03.30 尻軽浮気妻 バイブ地獄
- 1996.04.20 わいせつ秘書の私生活
- 1996.06.13 獣欲美教師
- 1996.08.01 きっと会える
- 1996.10.09 快楽セールスレディ －カラダも買って－
- 1996.11.21 隣の奥さん バイブでトロトロ
- 1997.01.03 痴漢電車 くいこむ生下着
- 1997.02.05 女医ワイセツ逆療法
- 1997.02.28 びしょ濡れ下宿 母娘のぞき
- 1997.05.02 White room ～止まれない愛～
- 1997.06.03 痴漢 極楽指めぐり
- 1997.08.13 痴漢電車 即乗りOKスケベ妻
- 1997.12.03 生好きお姉さん おクチなら何度でも
- 1998.02.06 新妻 昼下りの男狂い
- 1998.03.10 憧れの白衣の天使 愛撫でびっしょり
- 1998.05.02 男舞 ラブ・レッスン
- 1998.06.04 不倫告白 ふしだらな人妻
- 1998.08.04 女探偵 舌で搾り込む
- 1998.06.13 未来性紀2050 吸い尽す女
- 1998.09.05 OL奴隷監禁 もらす
- 1998.11.11 女の園 絶倫快楽
- 1999.01.02 痴漢電車 ムリ女を狙え
- 1999.01.27 発情乱れ妻
- 1999.03.06 僕らのラプソディ
- 1999.06.22 女のイク瞬間 －覗かれた痴態－
- 1999.05.25 喪服妻 うなじの残り香
- 1999.11.10 痴漢新妻 たまらず求めて
- 1999.11.20 男街 イリュージュン
- 2000.01.03 痴漢電車 ゆれて絶頂5秒前
- 2000.03.21 淫行タクシー ひわいな女たち
- 2000.06.12 私が愛した下唇
- 2000.05.23 エッチな天使 ねっちゃり白衣
- 2000.09.05 痴漢トラック 淫女乗りっぱなし
- 2000.12.30 愛咬鬼 －URBAN LEGEND－
- 2001.01.26 現役女性記者 淫らな体験レポート
- 2001.05.01 痴漢電車 ぐっしょり下唇
- 2001.06.22 喪服妻のよろめき
- 2001.08.27 教師みさお 舐めてあげる
- 2001.11.10 うす濡れパンティー
- 2001.12.28 バスケットボール・トライアングル
- 2002.03.30 イヴの衝撃 不貞妻の疼き
- 2002.06.03 悩殺OL 舌先筋責め
- 2002.08.12 痴漢電車 喪服妻の誘惑
- 2002.11.01 浮気妻 裏ナマ覗き
- 2003.01.27 エアロビ性感 むっちりなお
- 2003.04.29 熟年の性 人妻に戯れて
- 2003.07.12 人妻 渇いた舌先
- 2003.09.17 馬を愛した牧場娘
- 2003.12.11 若奥様 羞恥プレイ
- 2003.12.27 鈴の音の誘い
- 2004.05.31 激生ソープ 熟乳泡まみれ
- 2004.08.13 痴漢電車 指使い感じちゃう
- 2004.11.21 人妻援交サイト 欲望のままに